# Número pentagonal

Representação visual dos 6 primeiros números pentagonais.

Um número pentagonal é um  número poligonal que é uma extensão do conceito de  números triangulares e números quadrados para o pentágono, mas, diferentemente desses outros dois, o processo que envolve a construção dos números pentagonais não é uma simetria rotacional. O n-ésimo número pentagonal pn é a quantidade de pontos distintos num padrão de pontos que consistem dos  contornos  de pentágonos regulares com os lados até n pontos, onde os pentágonos são sobrepostos de modo que eles compartilhem um vértice.
pn é dado pela seguinte fórmula:
{\displaystyle \forall } n ≥ 1. Os primeiros números pentagonais são:
1, 5, 12, 22, 35, 51, 70, 92, 117, 145, 176, 210, 247, 287, 330, 376, 425, 477, 532, 590, 651, 715, 782, 852, 925, 1001 (sequência A000326 na OEIS).
O n-ésimo número pentagonal é um terço do 3n-1-ésimo número triangular.
Números pentagonais generalizados são obtidos a partir da fórmula citada acima, mas com n tomando valores da sequência 0, 1, −1, 2, −2, 3, −3, 4..., produzindo:
0, 1, 2, 5, 7, 12, 15, 22, 26, 35, 40, 51, 57, 70, 77, 92, 100, 117, 126, 145, 155, 176, 187, 210, 222, 247, 260, 287, 301, 330, 345, 376, 392, 425, 442, 477, 495, 532, 551, 590, 610, 651, 672, 715, 737, 782, 805, 852, 876, 925, 950, 1001, 1027, 1080, 1107, 1162, 1190, 1247, 1276, 1335... (sequência A001318 na OEIS).
Números pentagonais generalizados são importantes para a Teoria de partições de Euler, como pode ser exemplificado no Teorema do Número Pentagonal.

## Testes para números pentagonais
Um dos modos mais simples de verificar se um determinado número natural positivo x é um número pentagonal é a partir do cálculo de
O número x é pentagonal se, e somente se {\displaystyle \varphi \in \mathbb {N} }, ou seja, é um número natural. Neste caso, dizemos que x é o n-ésimo número pentagonal.

### O teste dos quadrados perfeitos
Para números pentagonais generalizados, é o suficiente testar se
{\displaystyle 24x+1} é um quadrado perfeito.
Para números pentagonais não generalizados,em adição ao teste acima, é também necessário checar se
{\displaystyle {\sqrt {24x+1}}\equiv 5\mod 6}
As propriedades matemáticas dos números pentagonais mostram que tais testes são suficientes para provar ou desprovar a pentagonalidade de um número.

## Números pentagonais quadrados
Um número pentagonal quadrado é um número pentagonal que também é quadrado perfeito.
Os primeiros são:
0, 1, 9801, 94109401, 903638458801, 8676736387298001, 83314021887196947001, 799981229484128697805801, 7681419682192581869134354401, 73756990988431941623299373152801... (sequência A036353 na OEIS)
Existem infinitos números que satisfazem essa propriedade.